# Jean-Louis Roidot
Pour les articles homonymes, voir Roidot.
Jean-Louis Roidot est un homme d’affaires français né en 1948 à Clermont-Ferrand. Il préside depuis 1998 le Directoire de la banque d’affaires Marceau Finance et est membre du Conseil de Surveillance de Marceau Investissements (société d’investissements créée par Georges Pébereau en 1987). Il a par ailleurs dirigé l’institut de sondage du groupe BVA et enseigné comme professeur associé aux Universités de Paris.

## Parcours universitaire
Jean-Louis Roidot a obtenu 2 doctorats (Docteurs ès Sciences Mathématiques et en Finances des Universités de Paris) et est diplômé de l’Institut des Actuaires Français (1977).

## Mandats sociaux
Jean-Louis Roidot a occupé diverses responsabilités au sein d’entreprises internationales :
- Directeur Général adjoint de SGTE, Société Générale de Technique et d’Etudes (Groupe Schneider) en 1984
- Directeur Administratif et Financier de Spie Batignolles, société d’ingénierie, de construction et génie civil en 1986
- Administrateur d'Alfi Gestion, Société de gestion d'actifs filiale de Groupama, de 1988 à 1998
- Directeur de la planification, du contrôle stratégique et Directeur Financier du groupe Ciments Français de 1988 à 1990
- Président Directeur Général du groupe Guintoli (filiale de Ciments Français) de 1990 à 1993
- Président de Sysmark Holding, leader français du Marketing Direct, en 1994
- Administrateur du groupe Bolloré Technologies de 1995 à 1998
- Administrateur  et président de l'institut de sondage BVA en 1995 et 1996
- Directeur Général de Marceau Investissements en 1997
- Président de Marceau Finance en 1998
- Administrateur de Marceau Investissements en 2000
- Administrateur d'EGIS, filiale d'ingénierie du groupe Caisse des dépôts de 2004 à 2007
- Administrateur d'AEDES, Société foncière italienne cotée, de 2005 à 2008
- Président Directeur Général de la société Game Nucléaire de 2004 à 2006

## Principaux accomplissements professionnels
Dans les années 70-80, au sein du groupe Spie Batignolles, Jean-Louis Roidot a élaboré le montage financier original permettant la réalisation du métro de Caracas (projet qui fait figure d’exemple  pour les entreprises exportatrices françaises).
Turquie, États-Unis, Canada, Espagne, Maroc, Portugal : avant l’acquisition des Ciments Français par le groupe Italien Itlacementi, Jean-Louis Roidot a dirigé des opérations d’investissements permettant le développement du groupe.
Il a par ailleurs pris part au développement de la notoriété de la société Guintoli (leader français des métiers du terrassement), en participant à l’obtention et à la réalisation de chantiers importants tels que ceux du TGV, l’élargissement des autoroutes française et dans ses implantations internationales (Maroc, Belgique, Grèce).